# ویلبی، سافک
ویلبی (به انگلیسی: Wilby) یک روستا و محله مدنی در بریتانیا است که در Mid Suffolk واقع شده‌است. ویلبی ۲۳۱ نفر جمعیت دارد.